# Jeremy Rifkin
Jeremy Rifkin (Denver, 26 gennaio 1945) è un economista, sociologo, attivista, saggista e magnate statunitense.

## Biografia
Jeremy Rifkin si è laureato in economia presso la Wharton School of the University of Pennsylvania (Pennsylvania) ed in Affari internazionali presso la Fletcher School of Law and Diplomacy della Tufts University.
Attivista del movimento pacifista statunitense negli anni sessanta e settanta, ha fondato, nel 1969, la Citizens Commission con l'intento di rendere noti i crimini di guerra commessi dagli americani durante la guerra del Vietnam. È il fondatore e presidente della Foundation on Economic Trends (FOET) e presidente della Greenhouse Crisis Foundation.
Il suo coinvolgimento come attivista del movimento pacifista e ambientalista lo ha visto spesso impegnato negli Stati Uniti, anche politicamente, a sostegno dell'adozione di politiche governative "responsabili" in diversi ambiti sia relativi all'ambiente sia alla scienza e alla tecnologia, e un tale impegno pubblico è riflesso in numerosi dei suoi saggi e lavori. È vegetariano.

## Pubblicazioni
È autore di numerosi volumi che trattano dell'impatto che i cambiamenti scientifici e tecnologici hanno su economia, lavoro, società e ambiente. Le sue pubblicazioni sono state tradotte in più di 35 lingue.
Con il suo trattato del 1977 Who Should Play God? è stato uno dei primi a criticare l'allora nascente scienza delle biotecnologie, argomento poi ripreso nel lavoro del 1998 The Biotech Century (pubblicato in italiano con il titolo "Il secolo Biotech. Il commercio genetico e l'inizio di una nuova era") che tratta dei numerosi problemi, anche etici, legati alla genetica.
Nel 1980 scrive un saggio, Entropia, che, riprendendo le tesi elaborate dagli scienziati del Club di Roma, mette in guardia circa la possibilità della fine delle risorse energetiche disponibili.
Nel 1992 lancia il suo J'accuse contro quella che chiama la "cultura della bistecca" con il saggio Ecocidio (tradotto in Italia solo nel 2001), diventato un libro-cult del pensiero vegan e animalista.
Nel 1995 scrive La fine del lavoro: il declino della forza lavoro globale e l'avvento dell'era post-mercato diventato subito un best seller internazionale; in esso Rifkin prevede entro pochi anni il definitivo trionfo delle macchine sul lavoro umano proponendo possibili soluzioni per ridurre l'impatto sociale e anzi trarre vantaggio da questa trasformazione.
Nel 2010 esce in Italia il libro La civiltà dell'empatia, in cui Rifkin considera lo sviluppo della società in relazione allo sviluppo della capacità di empatizzare tra individui. In tale lavoro l'autore presenta tre tesi principali: 
- L'empatia è una caratteristica che ha dato un vantaggio evolutivo all'uomo ed è un ingrediente fondamentale per la società. Tale tesi è più volte contrapposta nel testo alla dottrina dell'utilitarismo classico del XVIII secolo secondo cui l'uomo agisce solo per aumentare il proprio piacere personale e il progresso della società avviene solo grazie alla competizione tra individui per lo sfruttamento di risorse scarse.
- Lo sviluppo empatico dell'uomo sta raggiungendo l'apice grazie alla globalizzazione e alle tecnologie di ICT ma contemporaneamente richiede un maggiore sfruttamento di risorse, che provoca un aumento di "entropia" (intesa sia nel senso fisico del termine, ma principalmente in senso più lato, come viene definita nei precedenti scritti di Rifkin).

Pertanto l'autore pone il quesito se l'umanità sarà in grado di sfruttare le risorse della globalizzazione per migliorare il modello di società grazie ad un "salto empatico" oppure se l'entropia derivante dal maggiore consumo di risorse raggiungerà un punto di non ritorno che provochi una regressione della capacità di empatizzare degli individui.
Nel 2011 pubblica "La Terza rivoluzione industriale: Come il "potere laterale" sta trasformando l'energia, l'economia e il mondo": secondo Rifkin questa rivoluzione significherà passare dalla comunicazione distributiva all’energia distribuita, arrivare a un nuovo modello economico collaborativo di società, in cui ognuno ha la responsabilità di creare la propria energia e distribuirla attraverso un sistema simile a quello già esistente per lo scambio di informazioni su internet.

## L'attività di opinionista
Rifkin interviene periodicamente come opinionista pubblicando i propri interventi su numerosi quotidiani e periodici europei tra i quali il britannico "The Guardian", lo spagnolo "El Pais" come anche "L'Espresso" in Italia e la "Süddeutsche Zeitung" in Germania. Rilevante anche la presenza di Rifkin come ospite di numerosi programmi televisivi statunitensi, tra i quali interventi al Larry King Show e alla CNN. Nel 2007 ha partecipato anche alla trasmissione televisiva italiana Che tempo che fa, condotta da Fabio Fazio, e nel 2019 a Quante storie, condotto da Giorgio Zanchini.

## Cinema
Ha preso parte al documentario di denuncia The Corporation dove presenziano insieme a lui anche Michael Moore, Naomi Klein e Milton Friedman.
Nel 2009 ha partecipato anche al documentario realizzato da Beppe Grillo e Greenpeace "Terra Reloaded", insieme ad esperti come Joseph Stiglitz e Michael Pollan.
Nel 2013 partecipa al V-Day 3 organizzato da Beppe Grillo e, tramite un videomessaggio, spiega in maniera dettagliata la fine dell'età industriale, la necessità di cambiare le nostre fonti energetiche, passando gradualmente dall'estrazione dei combustili fossili alle fonti rinnovabili, il cambiamento climatico e la variazione sconvolgente del ciclo dell'acqua sulla Terra.

## Impegno in Europa
In aggiunta al suo impegno negli Stati Uniti, Rifkin è stato attivo anche in Europa come consigliere di alcuni statisti e capi di governo e, in particolare, ha operato come consigliere personale sulle questioni energetiche di Romano Prodi all'epoca dell'incarico di Presidente della Commissione Europea di quest'ultimo.
In Italia è stato consulente per il Ministero dell'Ambiente e collabora dal 2008 con la Fondazione UniVerde di Alfonso Pecoraro Scanio.
Da luglio 2010 Cetri-Tires diventa il centro studi europeo che promuove ufficialmente tutte le sue attività in Europa. Il Direttore europeo di Jeremy Rifkin si chiama Angelo Raffaele Consoli presidente CETRI-TIRES, di cui Antonio Rancati è il Coordinatore generale.
Nel 2012 gli è stato attribuito il Premio America della Fondazione Italia USA.

### Progetto Idrogeno
In Puglia Rifkin insieme al ministero dell'Ambiente, alla Regione Puglia e all'Università dell'idrogeno fa nascere nel 2008 un progetto triennale dal costo di 5 milioni di euro con la costruzione di distributori di idrogeno, metano e idrometano, una miscela di idrogeno e metano.
L'idrogeno viene ottenuto da fonti rinnovabili in loco. Inoltre sarà attivo un servizio taxi in tutta la regione basato sull'idrogeno, celle a combustibile e motori elettrici. Il primo di questi impianti è stato attivato nel 2010, e rifornisce di idrometano i mezzi pubblici e le auto di servizio degli enti pubblici di Bari.

## Opere
- Entropia. La fondamentale legge della natura da cui dipende la qualità della vita, con la collaborazione di Ted Howard, Milano, A. Mondadori, 1982; Milano, Baldini & Castoldi, 2000. ISBN 88-8089-783-7.
- Dichiarazione di un eretico. Il dilemma del nucleare e dell'ingegneria genetica, Milano, Guerini e Associati, 1988. ISBN 88-7802-035-4.
- Guerre del tempo. Il mito dell'efficienza e del progresso e lo sconvolgimento dei ritmi naturali, Milano, Bompiani, 1989. ISBN 88-452-1343-9.
- Dall'alchimia all'algenia. Le premesse della manipolazione genetica sull'uomo, San Martino di Sarsina, Macro edizioni, 1994. ISBN 88-7507-043-1.
- La fine del lavoro. Il declino della forza lavoro globale e l'avvento del post-mercato, Milano, Baldini & Castoldi, 1995. ISBN 88-8089-036-0.
- Il secolo biotech. Il commercio genetico e l'inizio di una nuova era, Milano, Baldini & Castoldi, 1998. ISBN 88-8089-507-9.
- L'era dell'accesso. La rivoluzione della new economy, Milano, Mondadori, 2000. ISBN 88-04-47803-9.
- Ecocidio. Ascesa e caduta della cultura della carne, Milano, Mondadori, 2001. ISBN 88-04-49521-9.
- Economia all'idrogeno. La creazione del Worldwide Energy Web e la redistribuzione del potere sulla terra, Milano, Mondadori, 2002. ISBN 88-04-50929-5.
- Il sogno europeo. Come l'Europa ha creato una nuova visione del futuro che sta lentamente eclissando il sogno americano, Milano, Mondadori, 2004. ISBN 88-04-52682-3.
- La civiltà dell'empatia. La corsa verso la coscienza globale nel mondo in crisi, Milano, Mondadori, 2010. ISBN 978-88-04-59548-9.
- La terza rivoluzione industriale. Come il "potere laterale" sta trasformando l'energia, l'economia e il mondo, Milano, Mondadori, 2011. ISBN 978-88-04-61420-3.
- La società a costo marginale zero. L'Internet delle cose, l'ascesa del Commons Collaborativo e l'eclissi del capitalismo, Milano, Mondadori, 2014. ISBN 978-88-04-63980-0.
- Un green new deal globale. Il crollo della civiltà dei combustibili fossili entro il 2028 e l'audace piano economico per salvare la Terra. Milano, Mondadori, 2019. ISBN 978-88-04-71740-9.
- L' età della resilienza. Ripensare l'esistenza su una terra che si rinaturalizza. Milano, Mondadori, 2022. ISBN 978-88-04-71226-8
- Pianeta acqua. Ripensare la nostra casa nell'universo. Milano, Mondadori, 2024. ISBN 978-8804786498